# Neuzelle
Neuzelle è un comune di 4 226 abitanti del Brandeburgo, in Germania.
Appartiene al circondario dell'Oder-Sprea ed è capoluogo della comunità 
amministrativa omonima.
Storicamente prende il nome dalla celebre Abbazia che fu un centro ecclesiastico importante e con giurisdizione ordinaria fino alla De salute animarum, la bolla di Pio VII del 1821 che riorganizzava la chiesa cattolica in Germania, trasferendo le parrocchie che aveva alla diocesi di Breslavia.

## Storia
Nel 2003 venne aggregato al comune di Neuzelle il soppresso comune di Ossendorf.

## Geografia antropica

### Suddivisioni amministrative
Secondo il suo statuto principale il comune è composto da dodici distretti:
- Bahro
- Bomsdorf
- Göhlen
- Henzendorf
- Kobbeln
- Möbiskruge
- Neuzelle
- Ossendorf
- Schwerzko
- Steinsdorf
- Streichwitz
- Treppeln

## Amministrazione

### Gemellaggi
- Langenberg, dal 1993[4]